# Fidżyjczycy
Fidżyjczycy – rdzenni mieszkańcy archipelagu Fidżi, stanowiący odłam Melanezyjczyków. W 1991 roku ich liczebność wynosiła 390 tysięcy. Mniejsze skupiska Fidżyjczyków występują też na Nowej Zelandii, w Australii i w Kanadzie. Posługują się językiem fidżyjskim. Ich kultura wykazuje wiele cech wspólnych z kulturami Polinezji. Ponadto typ fizyczny Fidżyjczyków wykazuje znaczną domieszkę cech polinezyjskich. Tłumaczy się to wielowiekowymi kontaktami Fidżyjczyków z rdzennymi mieszkańcami wysp Tonga i Samoa.
Współcześni Fidżyjczycy są w przeważającej części protestantami (odłam metodystów).